# Headup Games
Headup Games GmbH & Co. KG (далее — Headup Games) — немецкая независимо финансируемая компания, общество с ограниченной ответственностью, занимающаяся изданием компьютерных игр в основном на территории Германии. Headup Games была основана Дитером Шойлером 1 января 2009 года и располагалась недалеко от Кёльна.
Компания в основном ориентируется на издание игр для PC, предназначенных для мужской категории игроков. По словам разработчиков издание «жестоких и серьёзных» игр является приоритетной целью для них. Также компания расширяет свою издательскую деятельность и в других странах мира. Первым шагом в достижении этой цели стал контракт с компанией NBG Multimedia.

## История
12 мая 2009 года Headup Games объявила о том, что компания заключила контракт с фирмой NBG Multimedia, которая занимается дистрибуцией продуктов на мобильные телефоны. Контракт включает в себя права на физическое распространение десяти продуктов в Германии, Австрии и Швейцарии.
31 июля 2009 года было объявлено о том, что Headup Games станет спонсором музыкальной группы Waterdown, которая потеряла лейбл и прежнего спонсора.
19 августа 2009 года был запущен официальный сайт компании, который предназначен для публикаций новых пресс-релизов компании, информации про изданные игры и т. д.
1 мая 2010 года компания заявила о том, что издаст игру, которую разрабатывает студия Crenetic Studios в жанре стратегии в реальном времени — Trapped Dead. Дата выхода запланирована на конец ноября 2010 год.
5 ноября 2010 года на сайте ресурса PC Games Hardware было опубликовано интервью с представителями компании Futuremark в котором сообщалось, что Headup Games выступит в роли издателя продукта 3DMark 11 на территории Германии, Австрии и Швейцарии.

## Продукция

### Изданные игры
- Twin Sector (издана 17 сентября 2009 года)
- GREED - Black Border (издана в ноябре 2009 года)
- Gear Grinder (издана 17 сентября 2009 года)
- Shattered Horizon — Premium Edition (26 августа 2010 года)
- Industria (издана 9 октября 2021 года)

### Запланированные игры для издания
- BlazeBlue: Calamity Trigger (запланирована на 25 марта)
- Future Wars (запланирована на 25 марта 2010 года)
- Trapped Dead (запланирована на конец ноября 2010 года)
- Grotesque Tactics — Premium Edition (запланирована на декабрь 2010 года)
- 3DMark 11 (запланирована на 17 июня 2010 года)